# Тайский фольклор

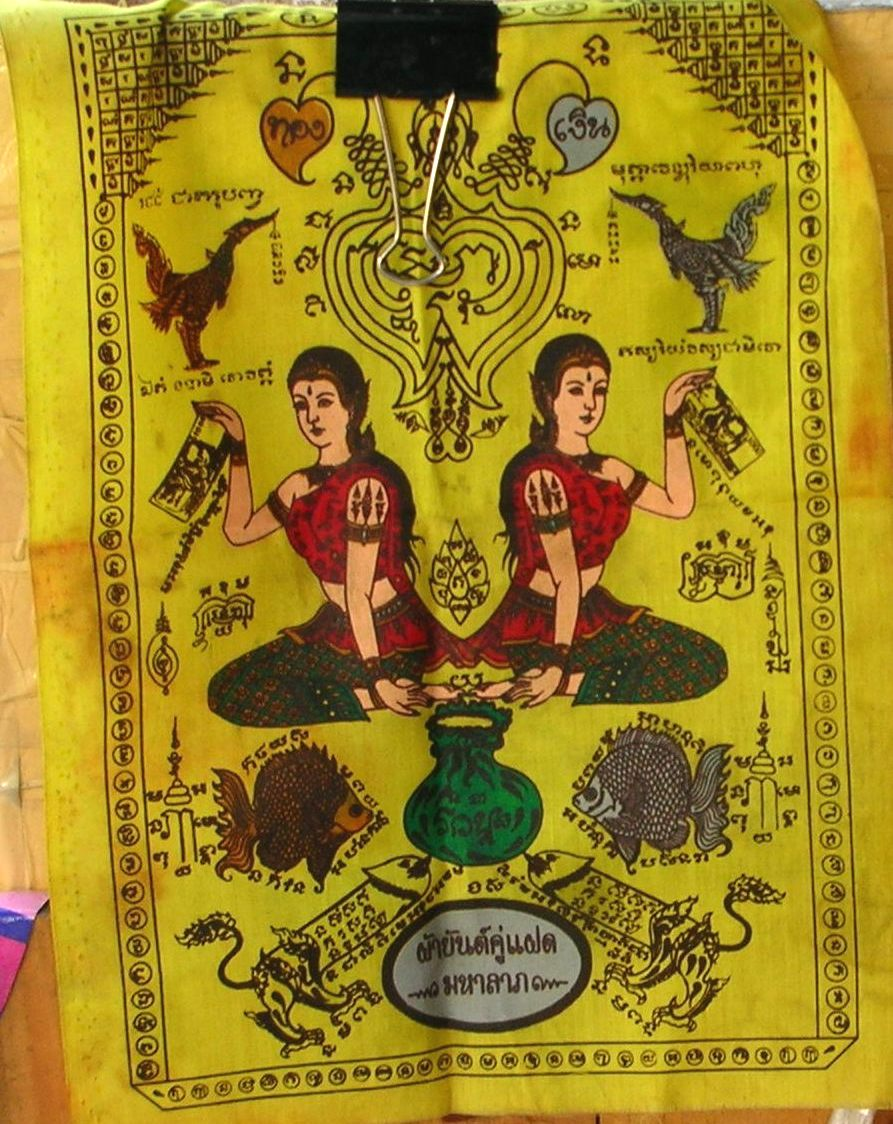
Нанг Квак приносит удачу, Бангкок

Тайский фольклор представляет собой систему традиционных верований тайского народа. Большинство произведений тайского фольклора возникло в сельской местности Таиланда. С течением времени большая часть тайского фольклора тесно переплелась с тайской культурой.
Первым тайским ученым, занимающимся изучением тайского фольклора был Сатира Косет (1888—1969). Таиландский филолог Сатира Косет изучал тайскую культуру, устную литературу страны.

## Народные поверья

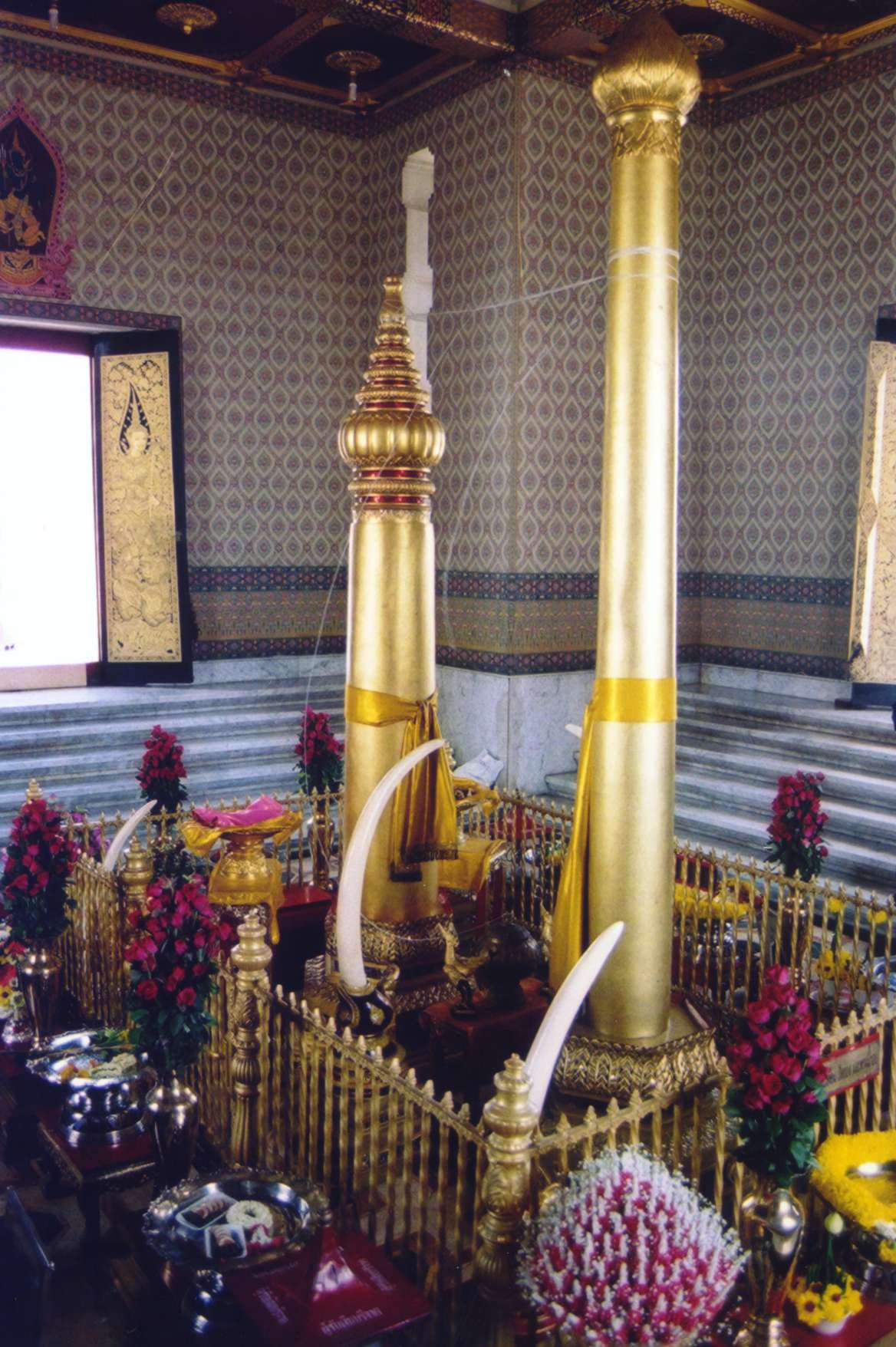
Бангкок. Городская колонна-святыня (หลักเมือง, Lak Mueang). Украшена цветами и другими подарками

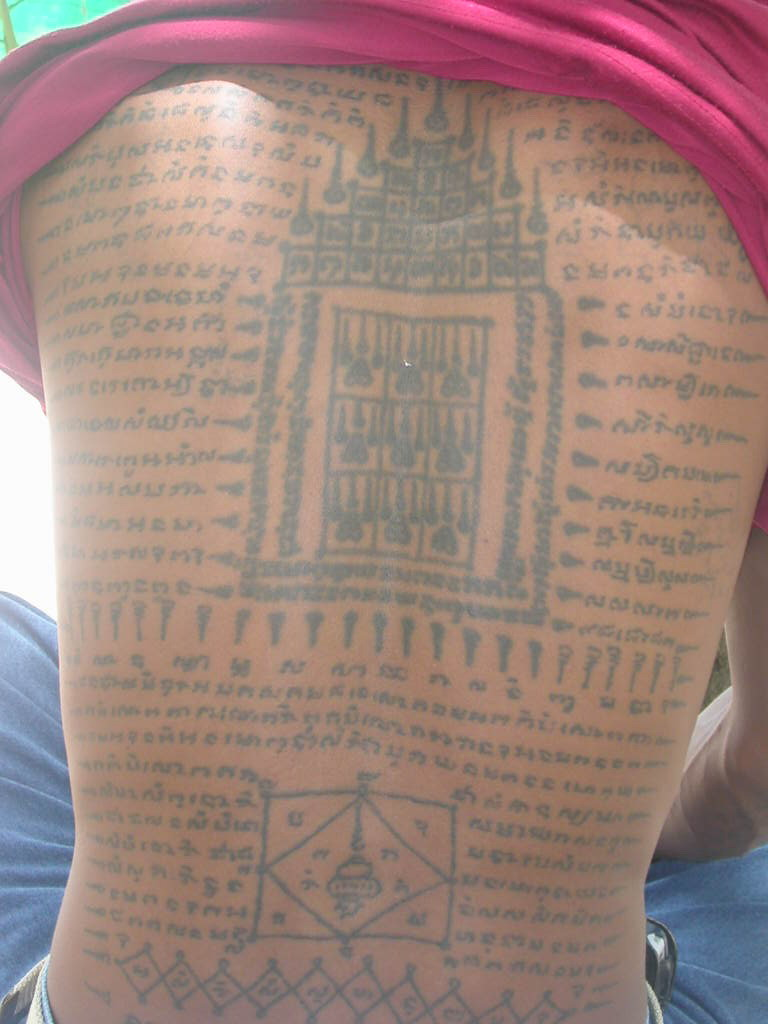
Татуировка Янтра для защиты от духов

История тайского фольклора уходит корнями в народную религию. До создания письменности, народные поверья передавались от одного поколения к другому устно.
Важной фигурой тайского фольклора является шаман Мо-Пхи (หมอผี), проводящий ритуалы. Для того, чтобы вызвать духов мертвых, на земле возле захоронения на равном расстоянии друг от друга устанавливаются четыре палочки. На них навязывается нить, образующая защитный квадрат в середине. В квадрат садится шаман Мо-Пхи. Перед ним за пределами площадки находится терракотовый кувшин Мо Као с янтрой, пеплом или костями умершего человека. Рядом ставится тарелка с рисом и палка для устрашения духов.
Для защиты от заговора тайцы используют обереги. Некоторые из них привязываются к телу или носятся как ожерелье. Для защиты от заговора на тело человека могут также наноситься янтра татуировки. Янтра наделяет человека сверхъестественной защитой, используется для сохранения здоровья и приумножения богатства. Янтры вешаются в приемных разных компаний, на входах в супермаркеты, устанавливаются в такси, на грузовики и самолеты.
Амулеты вешают для привлечения клиентов рядом со статуэткой Будды. Амулеты делают в виде рыбы или крокодила, русалки или Рамаяны. Некоторые из амулетов ведут происхождение из древней китайской культуры.

### Народные поверья
Суеверия тайцев включают в себя:
- Благоприятные даты. В тайской культуре распространено определение благоприятных для разных событий дат. Даты вычисляются для определения времени свадьбы, сроков строительства дома или при покупке автомобиля.
- Счастливые числа. Гадания на числа часто используются для угадывания счастливого числа лотерейного билета.
- Обрезание волос или ногтей. Среда считается крайне неблагоприятной для стрижки волос.
- Фазы и пятна Луны. В тайской народной вере имеют значения темные пятна на Луне и её фазы.
- Благоприятные цвета. Некоторые цвета могут быть в разных обстоятельствах благоприятны для людей, поэтому тайцы много внимания уделяют расцветке автомобиля. Имеет значение и выбор цвета такси. Такси в Бангкоке бывают самых разных цветов, чтобы удовлетворить желание любого клиента. Поскольку фиолетовый цвет считался несчастливым, то в стране фиолетовые такси в последние годы были перекрашены в другие цвета.
- Радуга. Радуга чтится тайцами, но на нее нельзя указывать пальцем, так как считается, что его можно потерять.

### Божества
- Нанг Квак (นางกวัก) — женское божество, которое приносит удачу бизнесменам и привлекает клиентов. Считается покровителем торговцев и лавочников, его можно увидеть почти в каждом тайском офисе[3].
- Фи Фа (ผีฟ้า) — древнее божество Исан.
- Фосоп (โพสพ) является древней тайской богиней, частью тайского фольклора. Для того, чтобы ублажить Фосоп, тайцы делают ей ритуальные жертвоприношения во время сбора урожая[4].

### Духи и призраки

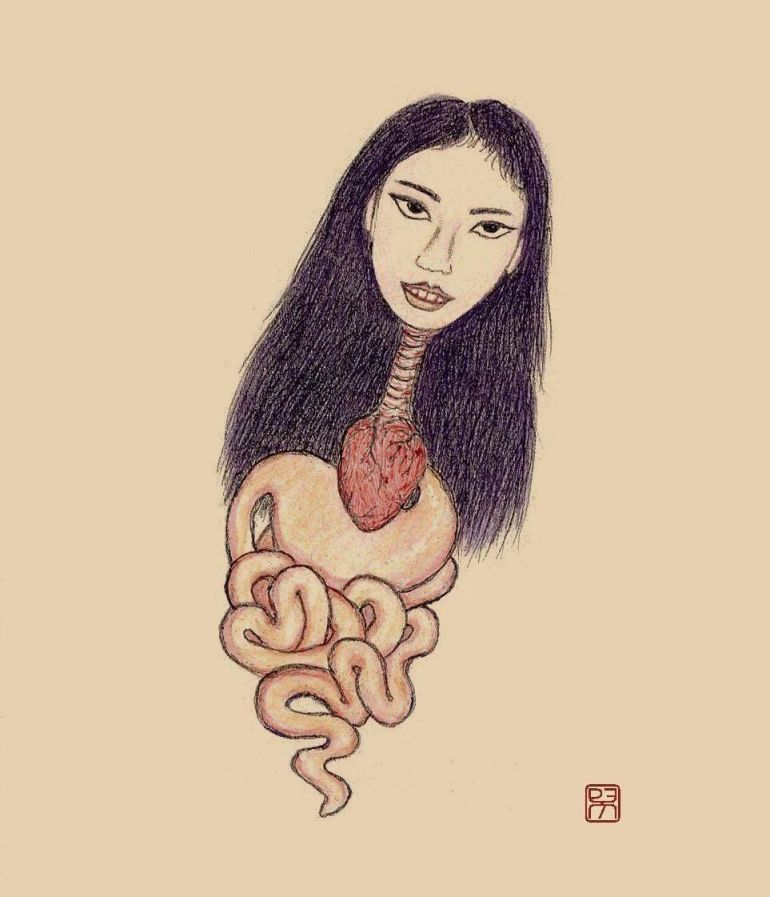
Дух Красу

В тайском фольклоре встречается множество духов:
- Chao Kam Nai Wen (เจ้ากรรมนายเวร), дух человека, с которым он ранее общался, обычно появляется как дух, который сидит на чьей-то спине;
- Krahang (กระหัง), мужской призрак, который летает по ночам;
- Красу (กระสือ), летающая голова женщины;
- Мае Нак (แม่ นา ก), призрак женщины, умершей при родах;
- Phi Am (ผีอำ), дух, который по ночам садится на грудь человека;
- Phi Hua Khat (ผี หัวขาด), безголовый мужской призрак;
- Phi Phraya (ผี พ ราย), женский призрак, живущий в воде;
- Phi Phong (ผี โพ ง), злобный мужской призрак, имеющий неприятный запах. Живет в темных местах под растениями;
- Phi Pop (ผี ป อบ), злобный женский дух, который пожирает внутренности человека;
- Phi Song Nang, женский призрак, который приманивает, а затем убивает молодых людей;
- Phi Tai Hong (ผี ตายโหง), призрак человека, который внезапно подвергся жестокой смерти;
- Phi Tai Thong Klom (ผี ตายทั้งกลม), призрак женщины, совершившей самоубийство после того, как забеременела;
- Phi Thale (ผี ทะเล), дух моря;
- Pret (เปรต), высокий голодный призрак с очень маленьким ртом;
- Nang Mai (นาง ไม้), женские духи или феи;
- Nang Takian (นาง ตะเคียน), дух, живущий на деревьях;
- Nang Tani (นาง ตานี), молодая женщина, живущая в банановых деревьях, появляется ночью в полнолуние.

### Фестивали

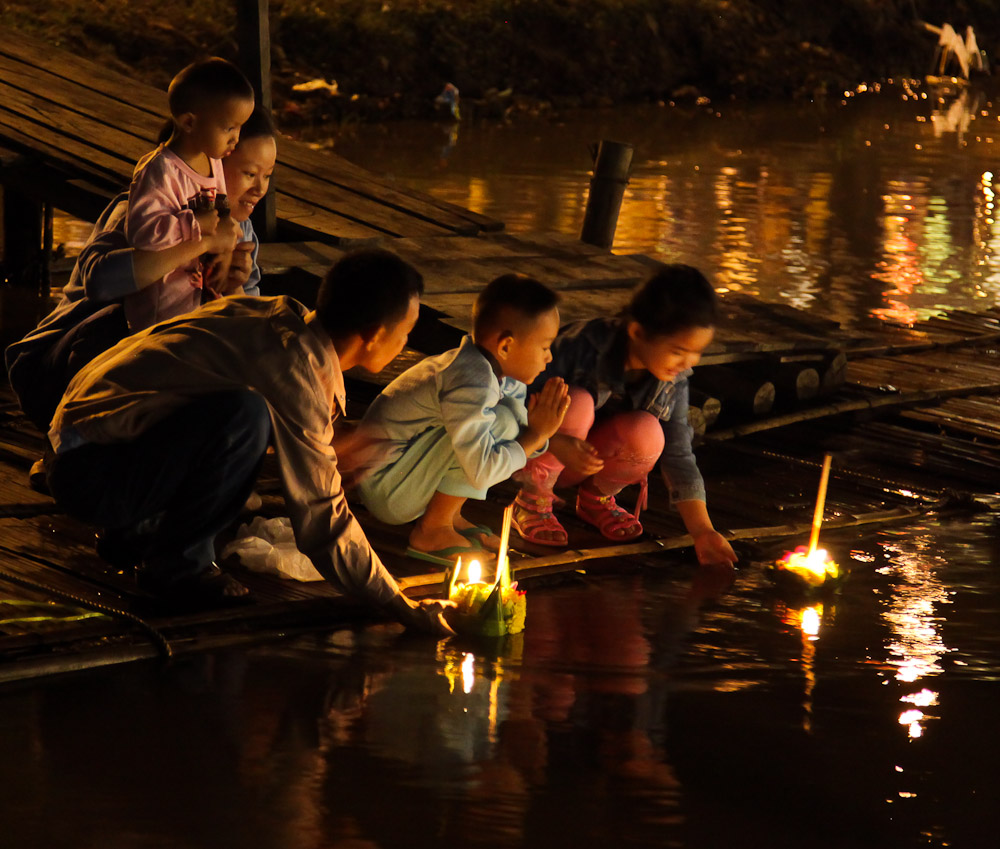
На фестивале Лойкратхонг

Ежегодно в Таиланде проводятся традиционные праздники и буддийские фестивали, посвященные народным верованиям.
- Лойкратхонг, проводится по традиционному тайскому лунному календарю в полнолуние . В ночь полнолуния тайцы пускают в воду плотики кратхонги. Зажжённая свеча символизирует участникам свет учения Будды. Ритуал считается очищением от грехов и дурных мыслей.
- Пхи та Кхон, фестиваль призраков провинции Лей.
- Бун банг Фай, традиционный этнический ракетный фестиваль Лаосского народа.
- Тхет Maхачат, буддийский фольклорный фестиваль. Отмечается в Таиланде и соседних буддийских странах.

## Народные сказки

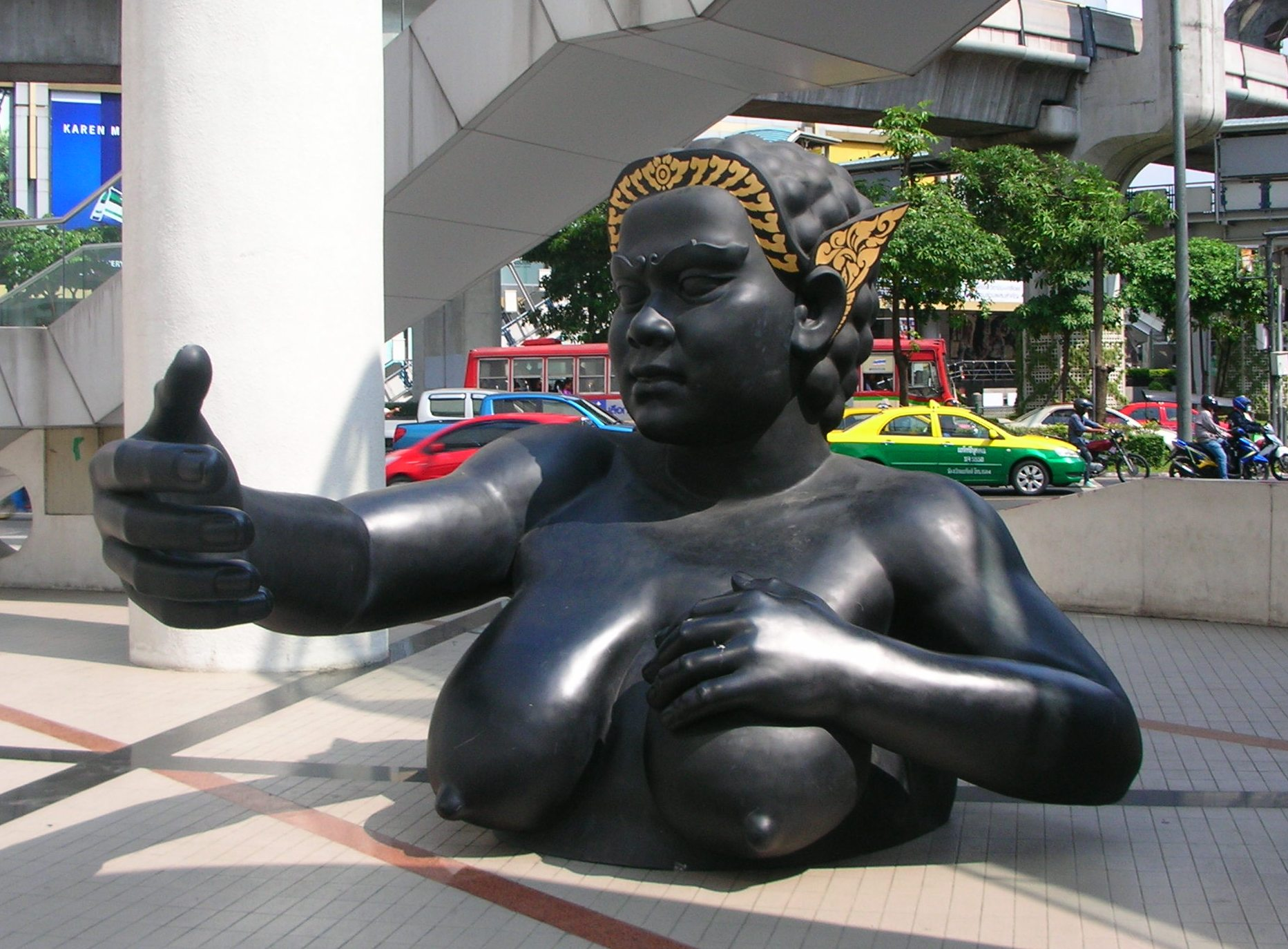
Статуя Якши, одного из главных героев легенды о Двенадцати сёстрах

Народные сказки и легенды Таиланда прививают подрастающему поколению народную мудрость. Большинство легенд и сказок содержат нравственные уроки, учат, как следовать традициям, почитать старших и родителей. Рассказы о духовном мире учат детей быть осторожными, уважать обычаи и ритуалы. Многие тайские народные сказки основаны на буддийских текстах, некоторые сюжеты взяты из тайской классической литературы.
Известной тайской легендой является легенда о Двенадцати сестрах (นางสิบสอง). В ней описывается история предыдущей жизни Будды, в которой Ратасен (Rathasena), сын одной из двенадцати женщин, является Бодхисаттвой.
В Таиланде существуют также местные народные предания и легенды, связанные с конкретной географической достопримечательностью. К ним относятся легенды Дои Нанг (ดอยนางนอน), «Гора „Спящая дама“» и др.